# Целенниково
Целенниково — деревня в Грязовецком районе Вологодской области.
Входит в состав Вохтожского муниципального образования, с точки зрения административно-территориального деления — в Вохтогский сельсовет.
Расстояние по автодороге до районного центра Грязовца — 64 км, до центра муниципального образования Вохтоги — 6,5 км. Ближайшие населённые пункты — Белово, Корючево, Михалково, Аксеново.
По переписи 2002 года население — 32 человека (15 мужчин, 17 женщин). Всё население — русские.